# Kanoistika na Letních olympijských hrách 2004 – C2 slalom muži
Závod ve vodním slalomu C2 mužů na Letních olympijských hrách 2004 se konal na kanále v areálu Helliniko Olympic Canoe/Kayak Slalom Centre ve dnech 19. a 20. srpna 2004. 
Z českých závodníků se jej zúčastnily dvojice Marek Jiras s Tomášem Mádrem (7. místo) a Jaroslav Volf s Ondřejem Štěpánkem, kteří vybojovali bronzové medaile. 
Olympijské vítězství si odvezla slovenská posádka bratrů Pavola a Petera Hochschornerových. Na stříbrné příčce dojeli Němci Marcus Becker a Stefan Henze.

## Program
| Datum                  | Fáze       |
| ---------------------- | ---------- |
| čtvrtek 19. srpna 2004 | rozjížďky  |
| pátek 20. srpna 2004   | semifinále |
| pátek 20. srpna 2004   | finále     |

## Výsledky
| Pořadí           | Posádka                                       | Rozjížďky | Rozjížďky | Rozjížďky | Rozjížďky | Rozjížďky | Rozjížďky | Semifinále                 | Semifinále                 | Semifinále                 | Finále                     | Finále                     | Finále                     | Finále                     |
| Pořadí           | Posádka                                       | 1. jízda  | Pen.      | 2. jízda  | Pen.      | Celkem    | Pořadí    | Čas                        | Pen.                       | Pořadí                     | Čas                        | Pen.                       | Celkem                     | Pořadí                     |
| ---------------- | --------------------------------------------- | --------- | --------- | --------- | --------- | --------- | --------- | -------------------------- | -------------------------- | -------------------------- | -------------------------- | -------------------------- | -------------------------- | -------------------------- |
| Zlatá medaile    | Pavol Hochschorner a Peter Hochschorner (SVK) | 100,13    | 0         | 100,91    | 0         | 201,04    | 1.        | 101,29                     | 0                          | 1.                         | 105,87                     | 2                          | 207,16                     | 1.                         |
| Stříbrná medaile | Marcus Becker a Stefan Henze (GER)            | 108,35    | 0         | 107,21    | 2         | 215,56    | 5.        | 106,32                     | 2                          | 4.                         | 104,66                     | 2                          | 210,98                     | 2.                         |
| Bronzová medaile | Jaroslav Volf a Ondřej Štěpánek (CZE)         | 108,10    | 4         | 106,25    | 2         | 214,35    | 3.        | 106,22                     | 2                          | 3.                         | 106,64                     | 4                          | 212,86                     | 3.                         |
| 4.               | Christian Bahmann a Michael Senft (GER)       | 116,01    | 2         | 114,58    | 2         | 230,59    | 9.        | 107,01                     | 0                          | 6.                         | 106,44                     | 2                          | 213,45                     | 4.                         |
| 5.               | Philippe Quemerais a Yann Le Pennec (FRA)     | 105,29    | 0         | 110,04    | 2         | 215,33    | 4.        | 105,79                     | 0                          | 2.                         | 111,00                     | 4                          | 216,79                     | 5.                         |
| 6.               | Andrea Benetti a Erik Masoero (ITA)           | 116,32    | 2         | 121,83    | 6         | 238,15    | 10.       | 106,40                     | 0                          | 5.                         | 113,66                     | 4                          | 220,06                     | 6.                         |
|                  |                                               |           |           |           |           |           |           |                            |                            |                            |                            |                            |                            |                            |
| 7.               | Marek Jiras a Tomáš Máder (CZE)               | 110,66    | 2         | 118,33    | 4         | 228,99    | 8.        | 110,35                     | 6                          | 7.                         | nepostoupili do finále     | nepostoupili do finále     | nepostoupili do finále     | nepostoupili do finále     |
| 8.               | Matt Taylor a Joe Jacobi (USA)                | 116,01    | 4         | 107,42    | 2         | 223,43    | 6.        | 111,14                     | 2                          | 8.                         | nepostoupili do finále     | nepostoupili do finále     | nepostoupili do finále     | nepostoupili do finále     |
| 9.               | Stuart Bowman a Nick Smith (GBR)              | 102,25    | 0         | 111,16    | 6         | 213,41    | 2.        | 114,02                     | 6                          | 9.                         | nepostoupili do finále     | nepostoupili do finále     | nepostoupili do finále     | nepostoupili do finále     |
| 10.              | Marcin Pochwała a Paweł Sarna (POL)           | 113,86    | 2         | 112,79    | 2         | 226,65    | 7.        | 119,78                     | 6                          | 10.                        | nepostoupili do finále     | nepostoupili do finále     | nepostoupili do finále     | nepostoupili do finále     |
|                  |                                               |           |           |           |           |           |           |                            |                            |                            |                            |                            |                            |                            |
| 11.              | Čchen Fu-pin a Tchien Čchin (CHN)             | 123,64    | 6         | 125,02    | 6         | 248,66    | 11.       | nepostoupili do semifinále | nepostoupili do semifinále | nepostoupili do semifinále | nepostoupili do semifinále | nepostoupili do semifinále | nepostoupili do semifinále | nepostoupili do semifinále |
| 12.              | Mark Bellofiore a Lachie Milne (AUS)          | 114,07    | 2         | 164,29    | 52        | 278,36    | 12.       | nepostoupili do semifinále | nepostoupili do semifinále | nepostoupili do semifinále | nepostoupili do semifinále | nepostoupili do semifinále | nepostoupili do semifinále | nepostoupili do semifinále |